# Социальное программирование
Социальное программирование — это совокупность методов, которые нацелены на устранение социально-значимых проблем, характерных для различных социальных областей, один из разделов социологии управления. Основным элементом или продуктом социального программирования являются социальные программы, которые призваны решать определённую социальную проблему с конкретно поставленной задачей. Социальное программирование, в свою очередь, претендует на статус общей методологии для составления социальных программ.
Задачей социального программирования является полная поэтапная проработка социальных программ, которая включает в себя выявление социальной проблемы на основе социального анализа, проработку подробного плана по устранению этих проблем, описание этапов устранения, выбор одного или нескольких методов работы, выявление программных противоречий, организацию работ, практическую реализацию программы и многие другие промежуточные этапы. Цель социального программирования — комплексная подготовка социальной программы от начальных её этапов до этапов окончания реализации, включая прогнозирование как позитивных, так и негативных последствий реализации.

## Теории социального программирования
Основателем целостной концепции социального программирования в России является социолог Маркин Валерий Васильевич. Он был первым из числа российских социологов, кто озадачился целью разработать теоретико-методологическую модель социального программирования и отдельную единую концепцию. Ученый обобщил существующие основные подходы изучения социального программирования и адаптировал их под специфику российского общества и жизнедеятельности жителей России.
Вера Николаевна Минина, доктор социологических наук, выдвинула концепцию социального программирования как управленческую технологию:

Как социальная технология программирование представляет собой организованную на принципах рациональности социальную деятельность по реализации стратегических целей на основе согласования интересов различных субъектов, координации их совместных действий, концентрации и целевого распределения трудовых, материальных, финансовых, информационных ресурсов, а также ресурса времени. Эта деятельность охватывает ту часть процесса социального целеполагания, которая связана с поиском и применением наиболее эффективных средств достижения общих целей.
С содержательной точки зрения программирование включает: 1) постановку управленческой задачи исходя из анализа стратегических целей социального развития и проблем их достижения при сложившейся социальной структуре и сохраняющейся системе управления; 2) разукрупнение данной задачи на составные части; 3) их упорядочение и взаимную увязку; 4) установление приоритетов в совокупности задач; 5) выделение ведущего звена; 6) определение условий и ограничений на решение комплекса сформулированных задач; 7) формирование соответствующих управленческих стратегий и сценариев; 8) обоснование организационно-экономического механизма реализации намеченных сценариев; 9) оценку ожидаемых последствий от применения выбранных стратегий; 10) выработку управленческих решений, направленных на осуществление запрограммированных действий.
Перечисленные действия отражают логику построения и воплощения в жизнь целевых комплексных программ, которую можно описать с помощью последовательности взаимосогласованных этапов. К ним относятся: а) анализ социальной ситуации; б) обоснование и постановка целей программы; в) разработка проектов подпрограмм и разделов программы; г) их взаимная увязка и разработка единого проекта программы; д) обсуждение и утверждение проекта программы; е) реализация принятой программы.

Для каждого определённого этапа социального программирования характерны определённые методы и способы действия, которые в совокупности являются методологической базой для составления и реализации социальной программы .

## Критика
В связи с тем, что общество находится в постоянном развитии, в процессе работы над социальной программой возникает ряд противоречий, трудностей и новшеств, которые при разработке методологии социального программирования могли не учитываться. Таким образом, концепция социального программирования постоянно подвергается доработкам и изменениям. Однако новаторство в области социального программирования — механизм противоречивый, так как не является проверенным и надёжным, а ставить эксперименты на решениях важных социальных проблем — рискованно, поэтому при включении новых методов в социальное программирование необходимо более тщательно анализировать ситуацию и саму проблему, более комплексно и критично относиться к составлению социальной программы. Кроме того, сама социальная программа не статична. В процессе работы могут возникать новые методологические проблемы. В таком случае необходимо использование других методов, прибегать к переработке социальной программы, а иногда и заново прорабатывать методы социального программирования. Социальное программирование, основанное исключительно на научных методах, может привести к необратимым последствиям и не всегда к желаемому на начальных этапах разработки результату*.